# Гоуцзянь
Гоуцзянь (арх. 句踐, кит. 越王勾踐, «Юэ-ван Гоуцзянь»; вьетн. Việt Vương Câu Tiễn, «Вьет-выонг Кау Тьен») — ван («выонг») древнего китайско-вьетского царства Юэ. Правил в 496—465 годах до н. э.

## Биография
Деятель периода Чуньцю. В отличие от других, в ранних повествованиях Гоуцзянь ни разу не выступает с речью. В китайских источниках подчёркивается, что его внешность имела «варварские черты»: татуированное тело и коротко остриженные волосы.
Согласно источникам, Гоуцзянь — последний из Пяти гегемонов Восточной Азии (после правителей царств Ци, Цзинь, Чу и У). Предтеча новой стратегии во внешней политике, характерной для будущего периода Сражающихся царств), который придёт на смену «периоду Чуньцю».
По легенде, однажды во время войны с царством У перед большим сражением, стремясь запугать солдат соперника, он приказал сформировать переднюю шеренгу из преступников, приговорённых к смертной казни. Перед самым началом боя все солдаты из этой шеренги отрубили себе головы.

### Пленение и месть
Ближе к концу периода Вёсен и Осеней Гоуцзянь был пленён в войне с соседним царством У. В плену он терпел унижение, усиленно трудясь конюхом у правителя царства У, и через три года был отпущен. Вернувшись домой, он отказался жить во дворце, спал на дровах и повесил свиной жёлчный пузырь у себя в избе. Каждую ночь Гоуцзянь отведывал желчи, чтобы напомнить себе об унижении, которое терпел он и его царство. Одновременно он перестраивал царство и армию, всячески задабривал царство У, готовя план нападения на него. А когда через семь лет представилась возможность, предпринял тотальную и безжалостную атаку. В итоге в последующие несколько дни захватил У. На этой истории основан чэнъюй «спать на дровах, отведывая желчи» (кит. 卧薪尝胆)， вошедший в китайский язык и образно обозначающий людей, упорно работающих, чтобы иметь решимость отомстить и смыть унижение для страны. Сама история рассказывается в разделе «Юэ ван Гоуцзянь шицзя» (кит. 越王勾践世家) сочинения «Шицзи», а чэнъюй встречается в произведении Су Ши «Книга о плане Сунь Цюаня ответить Цао Цао» (кит. 拟孙权答曹操书).

## В археологии

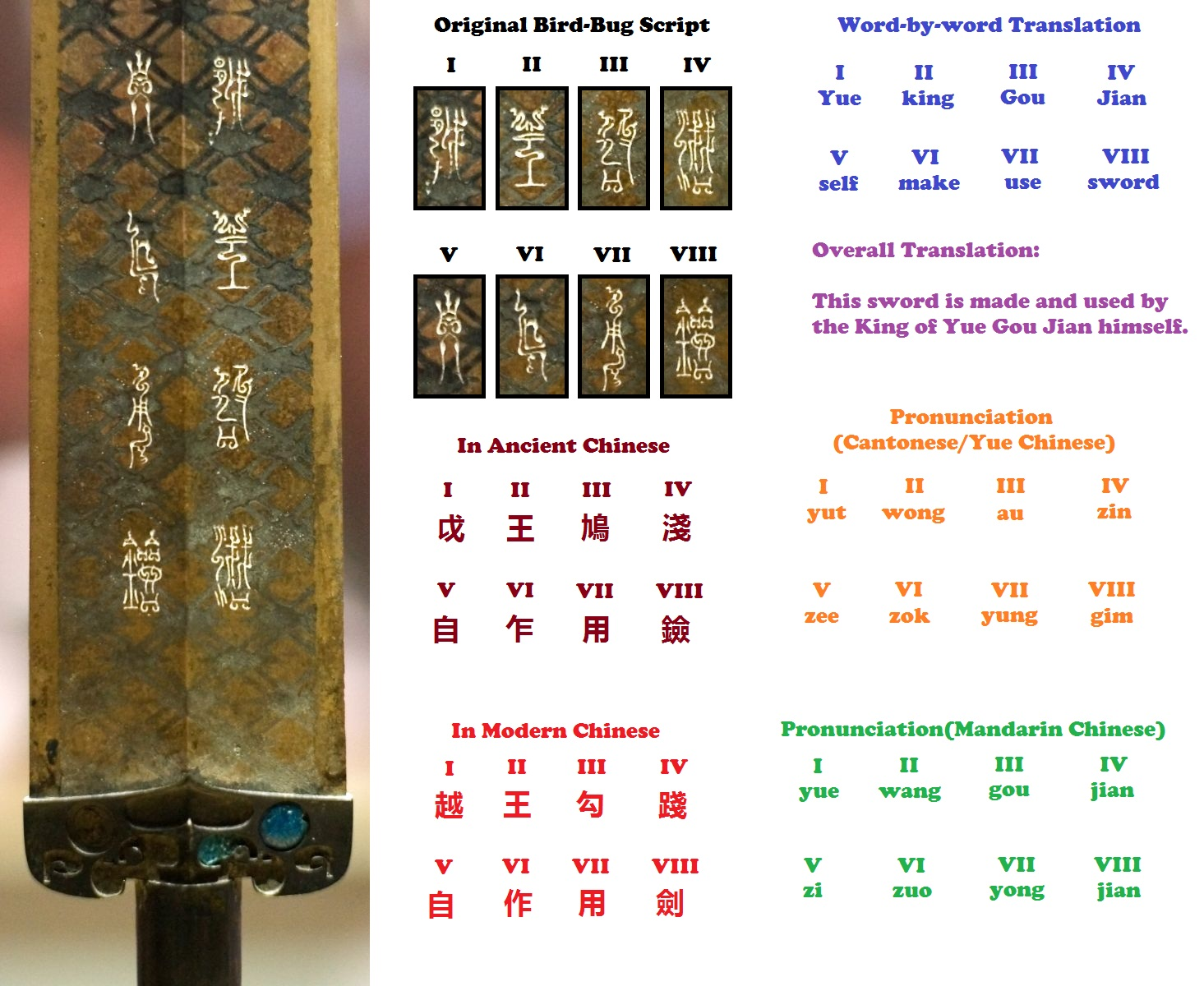
Расшифровка надписи на мече Гоуцзяня

В 1965 году в провинции Хубэй были обнаружены более 50 захоронений царства Чу. Среди других находок был найден прямой меч, носящий надпись «Юэ-ван Гоуцзянь сделал этот меч для своего пользования» (кит. 越王勾踐，自作用劍).

## Образ в культуре
* Аналогия[кто?][где?][когда?] с Юэ Фэем (1103—1142) и Коксингой (1624—1662), получившими статус символов сопротивления иноземным захватчикам.

### В публицистике
- В 1904 году «Восточный Журнал» (東方雜志) публикует статьи, в которых месть Гоуцзяня приводится как пример искупления «национального позора».

### В литературе
- Образ Гоуцзяня становится центром романа «Rexue hen» (Traces of Righteous Ardor), написанного Ли Лянченом в 1907 году.
- Сяо Цзюнь (1907—1988), опальный коммунистический писатель, изображает Гоуцзяня в одном из рассказов серии «Вёсны и осени У и Юэ» (1957).

### В театре
- Героизирующая история правителя, переносящего трудности (臥薪嘗膽), появляется[где?][когда?] в школьных учебниках и театральных пьесах.

### В кино
- «Юэ-ван Гоуцзянь» (2006)